# Tunel Karpaty
Tunel Karpaty je připravovaný dálniční tunel na severním okraji Bratislavy pod Malými Karpaty. Měl by spojit městskou část Rača s dálnicí D4 (a tak i s dálnicí D2) u Záhorské Bystrice a tvořit část tzv. Nultého obchvatu Bratislavy. Národní dálniční společnost předpokládá délku asi 9000 metrů. Celý úsek Rača - Záhorská Bystrica se měl začít stavět v roce 2017 a dokončen měl být v roce 2022.
Stav přípravy tunelu „není velmi optimistický“ kvůli opozici občanů a občanských iniciativ vůči vyústění tunelu u obce Marianka.
Při ražbě tunelu by podle studií měla být použita kontinuální metoda ražení. Tunel by spolu s úsekem mohl být stavěn jako PPP projekt.